# ダヴィド・ド・ロチルド
ダヴィド・ルネ・ジェームス・ド・ロチルド男爵（仏: Le baron David René James de Rothschild、1942年12月15日 -）は、フランスの銀行家、貴族。パリ・ロチルド家（英語読みでロスチャイルド家）嫡流の第5代当主。デビアス監査役会員。

## 経歴
1942年12月15日、パリ・ロチルド家の嫡流ギー・ド・ロチルド男爵とその先妻アリックスの間の長男としてアメリカ・ニューヨークに生まれる。当時故国フランスは北部がドイツ軍、南部がヴィシー政府の統治下に置かれ、反ユダヤ主義政策が執行されていたため、ロチルド家はアメリカに亡命中だった。父母は反ユダヤ主義に対する挑戦的な意味から息子にヘブライ人の名前ダヴィドの名を与えた。
戦時中、父ギーは自由フランス軍に従軍してイギリスに渡ったが、赤子のダヴィドは母アリックスとともにニューヨークに滞在し続けた。パリ解放後の1945年に母に連れられてパリへ帰国した。
1956年に父ギーは母と離婚してマリー・エレーヌと再婚、1957年には異母弟エドゥアールが生まれた。しかしギーが過ごしてきたパリとルーの邸宅はダヴィドとアリックスに与えられている。
1966年にパリ政治学院を卒業した。ジョルジュ・ポンピドゥーが大統領をしていた時期には、ポーランド出身の反ロスチャイルド思想の者によって邸宅を占拠され、人質にされる事件に遭ったが、父ギーが2億フランの身代金をかき集めて現場に乗り込んで犯人と交渉に当たり、息子の解放にこぎつけた。代わりにギーが人質となったが、彼は犯人をうまく外へ誘導し、フランス警察が犯人を御用にした。
1981年5月に社会党党首フランソワ・ミッテランが大統領に当選。ミッテランは国有化政策を推し進め、ロチルド銀行も国有化されて「ヨーロッパ銀行」と改名された。しかしミッテランの一連の社会主義政策はフランス国家の経済力を大幅に越える膨大な支出を要したため、インフレーションと貿易赤字、フラン暴落をもたらした。「ヨーロッパ銀行」も急速に財政悪化した。「ロチルド」の名前の信用を失ったことで顧客がどんどん離れたのである。
結局ミッテランはわずか2年にして路線修正を迫られ、自由主義路線に復帰した。これを受けてギーとダヴィドは1984年7月にパリ・オルレアン銀行を作り直し、その頭取にはダヴィドが就任した。ロチルドの名前で再建したかったが、ミッテラン政権に禁止されたのでこの名前になったという。
1986年の議会総選挙で社会党が敗れ、シラクの保守内閣が発足すると国有化された財産の一部がロチルド家に返還され、また銀行にロチルドの名前を復活させることも認められ、パリ・オルレアン銀行を「ロチルド会社銀行（Rothschild &companie banque）」と改名した。同銀行はダヴィドとその補佐役の異母弟エドゥアールの指導の下、再び成功を収めた。
2003年にはロンドン・ロスチャイルド家のN・M・ロスチャイルド&サンズとの連携を深め、両銀行を統合したロスチャイルド・コンティニュエーション・ホールディングスを創設し、ダヴィドがその頭取に就任した。
2013年には世界ユダヤ人会議の理事長に選出されている。
2016年6月、Banque Martin Maurel を2.4億ユーロで買収した。

## 人物
伝統ある銀行家の家系に生まれて重圧に押しつぶされそうなことはないか、というインタビューでの質問に対して「決してそんなことはない。私は伝統の重みだけで生きているわけではないのだから。朝起きるたびに自分は大変な一族の一員で歴史の重荷を背負って生きているなんて思うだろうか。そんなナルシシズムは私には縁遠い感覚である。私にとって大事なことは、みんなと一緒に働いているのだという気持ちだ」と語っている。

## 家族
1974年にオリンピア・アルドブランディーニと結婚し、彼女との間に以下の4子を儲ける。
- 第1子（長女）ラヴィニア・アン・アリックス（1976-）
- 第2子（次女）ステファニー・アン＝マリー（1977-）
- 第3子（長男）アレクサンドル・ギー・フランセスコ（1980-）
- 第4子（三女）ルイーズ・オリンピア・ベアトリス（1989-）